# Karl Köther
Karl Köther (n. 28 mai 1905, Hannover, Reich-ul German – d. 27 ianuarie 1986) a fost un ciclist de performanță german, medaliat olimpic. A participat la o ediție a Jocurilor Olimpice (1928) în care a câștigat o medalie de bronz.

## Participări
Lista de mai jos prezintă principalele competiții la care a participat Karl Köther de-a lungul carierei.
- cycling at the 1928 Summer Olympics – men's tandem[*]